# اش (برنکاستل-ویتلیش)
اش (برنکاستل-ویتلیش) (به آلمانی: Esch) یک شهر در آلمان است که در برنکاستل-ویتلیش واقع شده‌است. اش ۴۱۵ نفر جمعیت دارد.